# 新盤古大陸

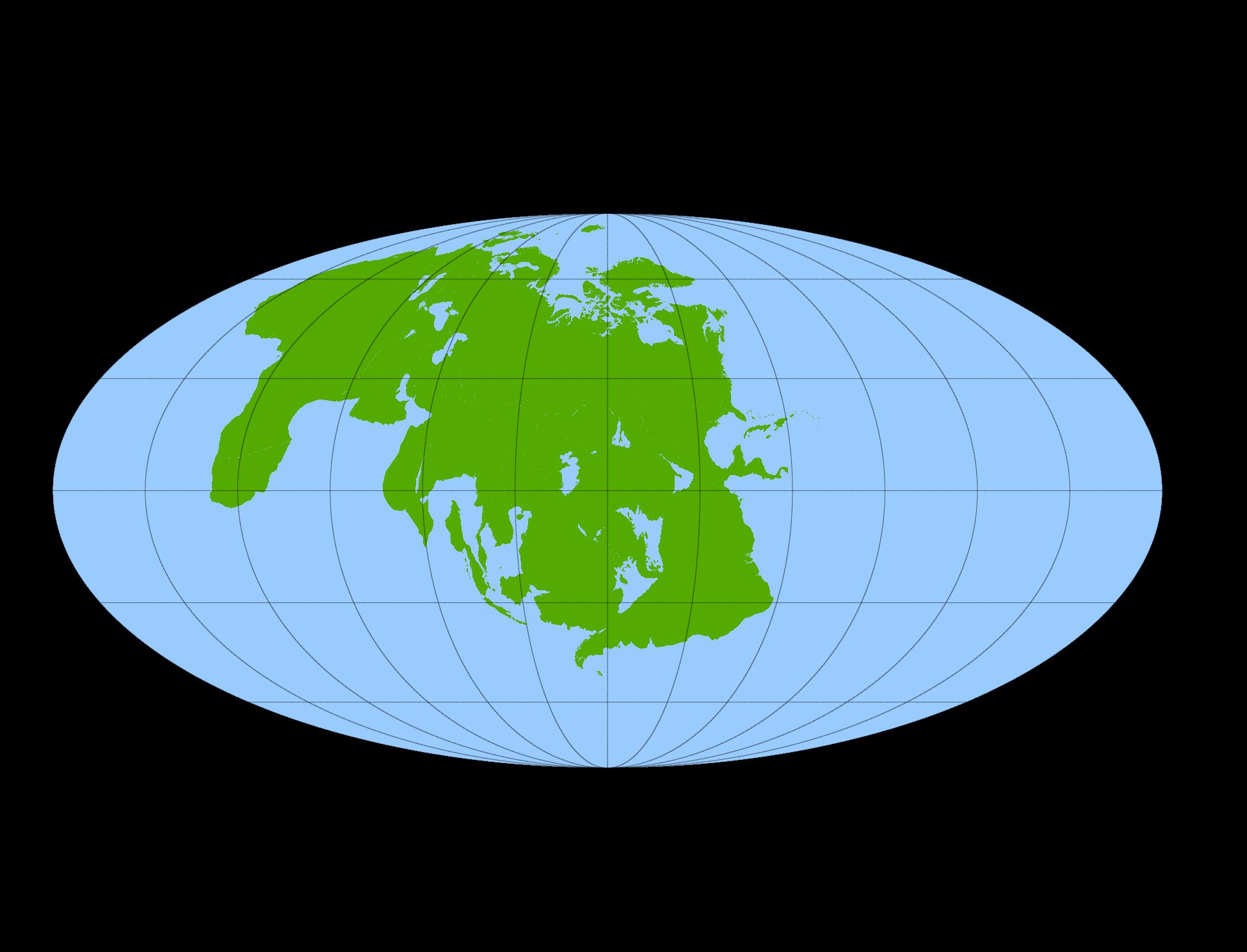
新盤古大陸

新盤古大陸（Novopangea，是來自拉丁語的字首，代表「新」的意思）是一個未來可能出現的超大陸，由任職於劍橋大學的羅伊·利弗莫爾（Roy Livermore）於1990年代晚期提出。
他的假設是太平洋消失、澳大利亞大陸和東亞合併、南極洲向北方移動。
阿美西亞大陸、新盤古大陸和終極盤古大陸在泰德·尼爾德（Ted Nield）的書  和2007年10月20日出刊的《新科學人》的文章  中有介紹。
新盤古大陸曾在探索頻道系列節目《未來狂想曲》（The Future Is Wild）出現。